# Parafia św. Józefa Rzemieślnika w Starej Wsi
Parafia św. Józefa Rzemieślnika w Starej Wsi – parafia rzymskokatolicka w diecezji tarnowskiej w dekanacie limanowskim, administrująca terenem Starej Wsi oraz częściowo Słopnic. Opiekują się nią księża diecezjalni.
Proboszczem parafii jest ks. Mariusz Nosal.
Odpust parafialny obchodzony jest 1 maja.

## Historia
Początkowo mieszkańcy Starej Wsi uczęszczali do parafii w Limanowej. Pomysł budowy w miejscowości osobnego kościoła pojawił się po raz pierwszy w 1970, podczas wizytacji w parafii biskupa Jerzego Ablewicza. Ostateczną decyzję podjęto w 1983. Misji budowy kościoła i organizacji struktur parafialnych podjął się limanowski kapłan – ksiądz Marian Tyrka.
Przygotowania do budowy trwały dość długo, ale ostatecznie prace rozpoczęły się 4 maja 1987. Kamień węgielny został poświęcony w czerwcu 1987 przez Jana Pawła II podczas jego pobytu w Tarnowie. Aktu wmurowania kamienia dokonał biskup Piotr Bednarczyk 11 lipca tego roku.
Parafia została oficjalnie erygowana w dniu 4 sierpnia 1987 przez biskupa Jerzego Ablewicza.